# Messor turcmenochorassanicus
Messor turcmenochorassanicus es una especie de hormiga del género Messor, subfamilia Myrmicinae. 

## Distribución
Esta especie se encuentra en Irán y Turkmenistán.